# Pirata
Pirata (лат.) — род пауков-волков. Большинство видов встречается в Голарктике.

## Описание
Мелкие пауки (около 1 см). Представителей этого рода можно отличить от большинства других голарктических родов ликозид по наличию двух темных продольных полос на срединной светлой полосе на карапаксе и крупному подтегулуму на пальпах самца. (Только три других рода: Piratula, Trochosa и Trehacosa имеют продольные полосы). У Trochosa эти полосы параллельны, а у Pirata, Piratula и Trehacosa они сходятся и сливаются друг с другом вблизи фовеа. Pirata можно отличить от Trehacosa по более крупному субтегулуму и более мелкому апофизу тегуляра. Самцов Pirata можно отличить от самцов Piratula по наличию большого пролатерального субтегулума, высота которого превышает половину высоты тегулума (меньше половины у Piratula), и небольшого тегулярного апофиза, меньшего по высоте, чем субтегулум (тегулярный апофиз выше или равен высоте субтегулума у Piratula). Самки Pirata легко узнаваемы по отсутствию пролатерального голенного шипа на ноге I (один шип у Piratula). Пираты имеют светлый равномерно окрашенный стернум без светлых пятен (у Piratula 3 пары светлых сублатеральных пятен). Кроме того, у самцов Pirata отсутствуют зубцы на верхней части плеча тегулярного апофиза, а латеральное плечо не заострено. У большинства Piratula верхняя часть плеча тегулярного апофиза имеет один или даже два зубца, а латеральный рычаг тегулярного апофиза заострен. Эти два рода можно также различать по размеру: большинство самок Pirata (карапакс более 2,75 мм) крупнее чем самки Piratula (менее 3 мм).

## Классификация
Известно около 40 видов. Ранее в состав рода Pirata включали около 90 видов, но после ревизии 2011 года большинство из них были перенесены в другие рода: Piratula, Trochosa.
- Pirata affinis Roewer, 1960 — Конго
- Pirata africana (Roewer, 1960) — Намибия
- Pirata alachuus Gertsch & Wallace, 1935 — США
- Pirata allapahae Gertsch, 1940 — США
- Pirata apalacheus Gertsch, 1940 — США
- Pirata aspirans Chamberlin, 1904 — США, Канада
- Pirata brevipes (Banks, 1893) — Конго
- Pirata browni Gertsch & Davis, 1940 — Мексика
- Pirata bryantae Kurata, 1944 — Канада, Аляска
- Pirata chamberlini (Lessert, 1927) — Конго, восточная Африка
- Pirata coreanus Paik, 1991 — Корея
- Pirata davisi Wallace & Exline, 1978 — США, Мексика
- Pirata digitatus Tso & Chen, 2004 — Тайвань
- Pirata felix O. P.-Cambridge, 1898 — Мексика
- Pirata hiteorum Wallace & Exline, 1978 — США
- Pirata indigena Wallace & Exline, 1978 — США
- Pirata iviei Wallace & Exline, 1978 — США
- Pirata mayaca Gertsch, 1940 — США, Багамы, Куба
- Pirata montanoides Banks, 1892 — США
- Pirata montanus Emerton, 1885 — США, Канада, Россия
- Pirata nanatus Gertsch, 1940 — США
- Pirata niokolona Roewer, 1961 — Сенегал
- Pirata pagicola Chamberlin, 1925 — Центральная Америка, Мексика
- Pirata pallipes (Blackwall, 1857) — Алжир
- Pirata piratellus (Strand, 1907) — Япония
- Pirata piraticus (Clerck, 1757) — Голарктика
- Pirata piratimorphus (Strand, 1908) — США
- Pirata piscatorius (Clerck, 1757) — Палеарктика
- Pirata praedo Kulczynski, 1885 — Россия (Сибирь, Дальний Восток), Монголия, Китай, Япония, США, Канада
- Pirata proximus O. P.-Cambridge, 1876 — Египет
- Pirata sagitta (Mello-Leitão, 1941) — Аргентина
- Pirata sedentarius Montgomery, 1904 — Северная Америка
- Pirata seminolus Gertsch & Wallace, 1935 — США
- Pirata spatulatus Chai, 1985 — Китай
- Pirata spiniger (Simon, 1898) — США
- Pirata subannulipes (Strand, 1906) — Эфиопия
- Pirata subpiraticus (Bösenberg & Strand, 1906) — Россия (Дальний Восток), Корея, Китай, Япония, Индонезия (Ява), Филиппины
- Pirata suwaneus Gertsch, 1940 — США, Багамы
- Pirata sylvanus Chamberlin & Ivie, 1944 — США
- Pirata tenuitarsis Simon, 1876 — от Европы до Монголии
- Pirata timidus (Lucas, 1846) — Алжир
- Pirata trepidus Roewer, 1960 — Намибия
- Pirata triens Wallace & Exline, 1978 — США
- Pirata turrialbicus Wallace & Exline, 1978 — Коста-Рика, Панама, Куба
- Pirata veracruzae Gertsch & Davis, 1940 — Mexico
- Pirata welakae Wallace & Exline, 1978 — США
- Pirata werneri (Roewer, 1960) — Марокко
- Pirata zavattarii (Caporiacco, 1941) — Эфиопия

### Исключённые виды
- Pirata abalosi (Mello-Leitão, 1942) (Аргентина) → Prolycosides
- Pirata fabella  (Karsch, 1879) → Trochosa
- Pirata molensis  (Strand, 1908) → Trochosa
- Pirata mossambicus  (Roewer, 1960) → Trochosa
- Pirata soukupi (Mello-Leitão, 1942) (Перу) → Prolycosides
- около 40 видов → Piratula